# 朝妝
『朝妝』（ちょうしょう、朝粧、仏: Toilette du matin、英: Morning Toilette）は、日本の洋画家黒田清輝が1892年（明治25年）から1893年（明治26年）にかけて描いた絵画。日本の画家による裸体画のうち、一般公開された最初の作品とされる。本画が1895年（明治28年）の内国勧業博覧会に出展された際、裸体画展示の是非をめぐって「朝妝」事件と呼ばれる論争が巻き起こった。タイトルの「朝妝」は「朝の化粧」を意味する語である。『朝粧図』（朝粧圖）『朝粧ひ』とも。カンヴァスに油彩。縦178.5センチメートル、横98.0センチメートル。

## タイトル
黒田は当初、画家ジャン＝アンドレ・リクセンの作品を参考にして『ラ・トワレット』（仏: La Toilette、「化粧」の意）というタイトルをつけていたが、モデルの女性と相談したところ、『ル・ルヴェー』（仏: Le Lever、「起床」または「目覚め」の意）とするのが良いということになり、フランスではこのタイトルで発表していた。『けはい』あるいは『あざげはい』と呼称されていたこともある。朝日新聞社が1927年（昭和2年）に発行した『アサヒグラフ』の明治大正名作展号では “Morning Toilette” というタイトルがつけられていた。

## 由来

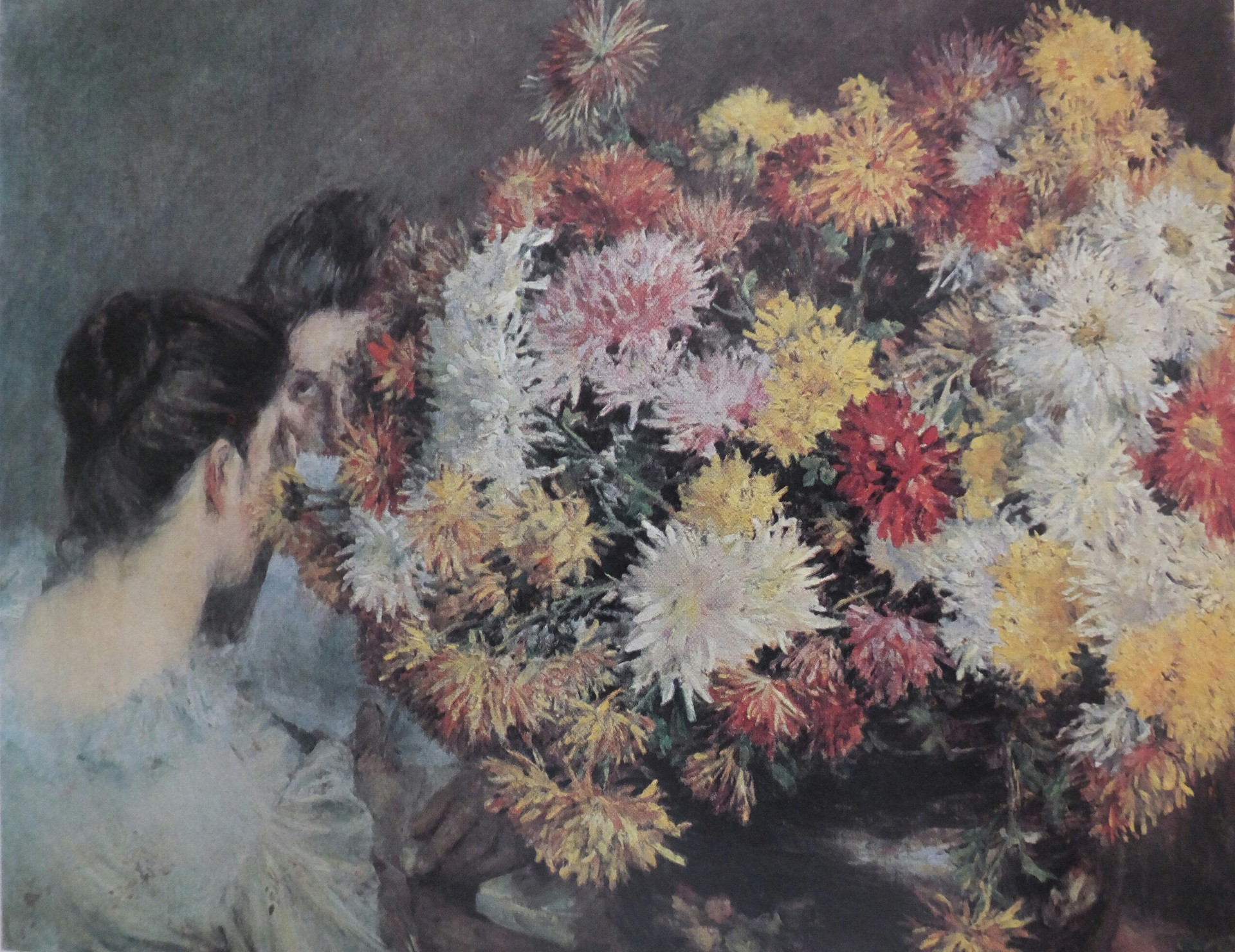
黒田清輝『菊花と西洋婦人』、1892年、個人蔵

黒田は、1884年（明治17年）よりフランスに留学に来ていた。1892年（明治25年）4月に入って婦女の肖像画を完成させた黒田は、同月末にグレー＝シュル＝ロワンからパリに移って裸体画『朝妝』の製作に取りかかった。黒田は養母の貞子に宛てた同年5月10日付けの書簡の中で、次のように述べている。
じつハをんなのはだかぼのゑを一とつかくつもりでてほんニなつてくれるをんななんかをたのんだりまたおゝきなきれをかつたりしてちよつとかきかけてみました—黒田清輝、『黒田清輝日記』、1892年5月10日
黒田は養父の清綱に宛てた同年4月29日付けの書簡などによると、「卒業試験のような心持ち」で取り組んだとしており、日本におみやげとして持ち帰って、日本人が裸体画に対してもっている偏見や先入観を打ち破ろうというような考えもあったとされる。黒田はモデルを雇用し、大画面のカンヴァスを準備して取りかかったが、完成までにかかる諸々の経費が不足していることがわかると製作を一時的に中断した。
黒田は1892年（明治25年）12月下旬、グレー村の公爵、ド・カゾーから贈られた一束の菊の花とその近くにいる2人の婦人を描いた『菊花と西洋婦人』を完成させた。1892年（明治25年）12月25日、黒田はグレー＝シュル＝ロワンを引き上げてパリに赴いた。
1893年（明治26年）1月6日ごろから、当時の駐フランス特命全権公使野村靖の半身座像の製作に取りかかった。このとき野村は黒田の画才を認める。サロンで褒賞を受けるくらいの力をつけてから帰国したいと希望していた黒田に同情した、野村の好意による援助によって、同月14日ごろに製作を再開させることができた。
野村は、完成された作品を譲り受けることを条件として、モデルを雇用するための費用および絵の具代などの製作費の支払いを肩代わりしたほか、黒田が公使館をアトリエとして使うことを快諾した。黒田はおよそ2か月の間、マルソー通りにあった公使館3階の野村の居室に通い続け、製作に取り組んだ。その居室の化粧室の壁には大きな鏡が据え付けられており、黒田はこの鏡を作品の題材に採り入れることを思い付いた。彼は製作する中で、本画をサロンに出展する決意を固めた。同年3月9日には、製作がほぼ完成しているとの旨を養父の清綱に宛てた書簡に記している。
黒田は『朝妝』をほぼ完成させ、師匠である画家ラファエル・コランに差し出して批評を求めたところ、コランは出来が優れていることを称賛し、当時画家ピュヴィス・ド・シャヴァンヌが会長を務めていた国民美術家協会のサロンに出展することを勧めた。黒田はコランが書いた紹介状を携えてシャヴァンヌを訪問し、本画を差し出して批評を求めた。シャヴァンヌも本画を称賛し、特に人物の脚の部分など修正する必要がある箇所を指摘した上で、3月25日であった出展期限を同月27日に延長することを許可した。黒田は修正作業を行った。
1893年（明治26年）3月に開催された国民美術家協会のサロンに『朝妝』のほか1作品を出展し、『朝妝』が入選する。同年6月14日の朝、黒田は日本に帰るためパリを出発し、アメリカを経由して、7月30日に横浜に着いた。1894年（明治27年）10月11日より東京で開催された第6回明治美術会展に黒田は『朝妝』のほかに『清水五重塔圖』『海濱の圖』『海上の渡舟』『田舎娘』『清水豁の晩秋』などを出展した。この展覧会では『朝妝』は高い評価を得た。
1895年（明治28年）4月1日から7月31日にかけて、京都・岡崎町の岡崎公園で第4回内国勧業博覧会が開催された。入場者数は113万を超えた。黒田はこの博覧会に『朝妝』を出品し、妙技第二等賞の褒賞を受ける。『朝妝』は、その年のうちに住友家によって買い上げられた。第二次世界大戦の神戸大空襲によって焼失した。

## 作品
朝、目を覚まして間もない年若い女性が大きな鏡を前にして立ち、身繕いをしている様子が描かれている。画面中央やや左寄りに女性の後ろ姿が配されており、鏡に映った、女性を斜め前から見た姿が画面の右側に描かれている。
女性は身体に衣類をまとっておらず、肌をむき出しにしている。体型は洋梨型であり、乳房は小さく平坦である。ウエストのくびれは後ろ姿からは確認できるが、鏡に映った姿からは腹が突き出ているために確認できない。尻や太ももにはボリュームがある。左の尻が垂れ下がっている一方で、右の尻には張りがある。
女性は髪を梳かしているとする文献もある一方で、髪をシニョンに結んでいるとする文献もある。黒田は、髪を解いて結び直しているところであるとしている。女性は腕を胴に対して直角あるいはそれ以上の角度をつけて上げ、ひじを突き出すようなポーズをとっている。
実像は全身が描かれている。反映像は実像の腕などに隠れた部分がわずかにあるが、ほぼ全身が描かれている。女性像は、147センチメートルを超える大きさで描かれている。反映像は、実像と比較して15パーセント程度小さく描かれている。
光は女性のほぼ全身に当たっており、足の甲や腕の下などにわずかに陰影ができている。勅使河原は、画家の背後の上方に大きな窓があり、そこから柔らかい光が入ってきているものと考えている。反映像の背景には、カーテンが見えている。女性は左足を少し後ろに引くことで、左半身を右半身よりも若干後退させている。こうすることで、鏡に真正面から見た姿が映ることが避けられており、鑑賞者が斜めの角度から反映像をのぞき見ているような趣向を成立させている。
画面の左端には椅子が置かれている。太い鏡の枠は木でつくられている。床には、濃い青色をした剥製のクマの毛皮が敷かれており、女性はその上に立っている。コランに学んだ黒田は、クマの毛皮の色を塗る際に黒色の使用を避け、青色に赤色を混ぜて色をつくっている。
裸身は、黄みがかった淡紅色で塗られており、陰影の部分には薄い青紫色が施されている。手や耳のほか足の部分などに淡紅色がわずかに用いられている。鏡に映った裸身の部分は、青緑色を薄く塗ることで色調が調整されている。
本画より前に描かれた黒田作品では、家具などの輪郭がやや粗めに描かれているが、本画では、女性の裸身の優美さに合わせるように、ロココ調の繊細な輪郭で仕上げている。画面の最左下部に “Kouroda Seiki 1893” という署名と年記が入っている。

## モデル
モデルの女性はヨーロッパ人であり、Tseng (2008) によるとおそらくフランス人とされる。黒田は「仏国の女子」としている。モデルの名前は明らかになっていない。黒田が語ったところによると、その女性は普通教育を修了していたといい、地方の女学校に在籍していた際、1人の学生と恋に落ちて駆け落ちをしてパリに出てきたが、交際関係が解消するとモデルとして働き出したという。また自分なりの考えをもっており、小説について話したり意見を述べたりするくらいはできる人物であったという。

## 影響

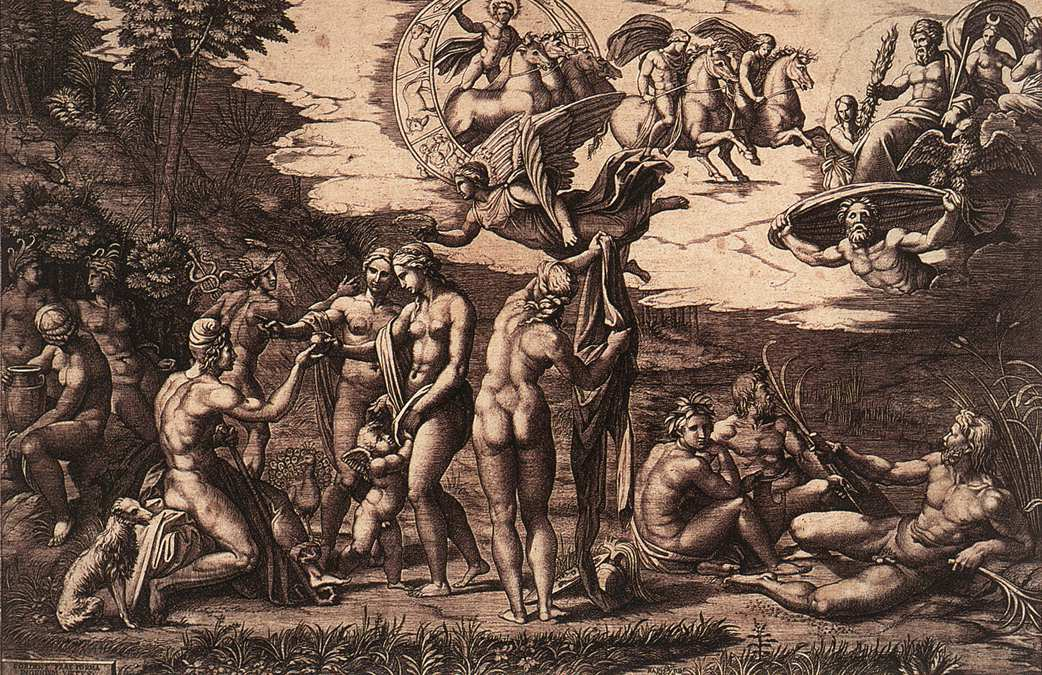
ライモンディ『パリスの審判』

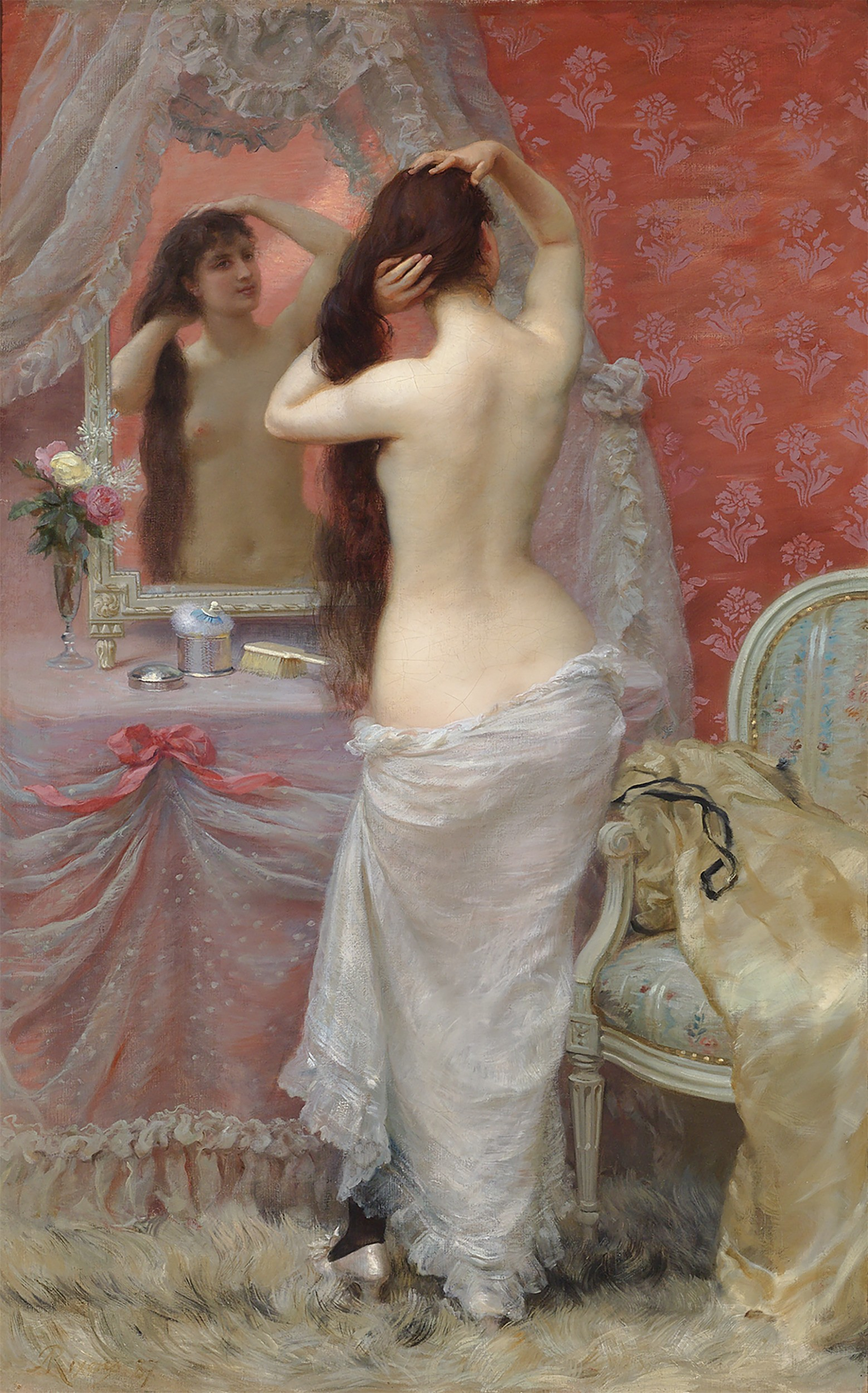
リクセン『ラ・トワレット』

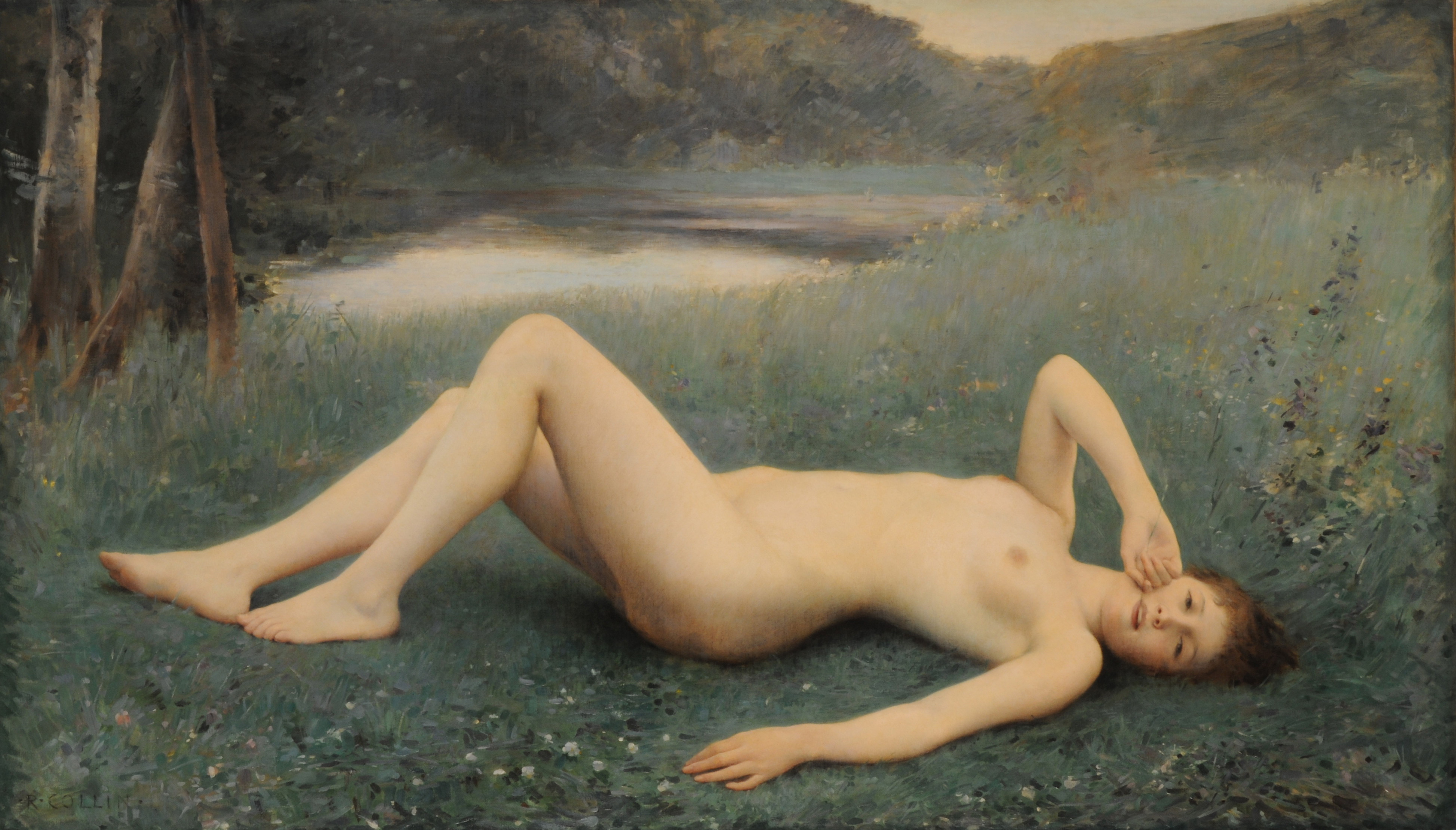
コラン『花月』、1886年

ホイッスラー『白のシンフォニー第1番 白の少女』、1862年

中江 (2007) は、ラファエロ・サンティの原案に基づくマルカントニオ・ライモンディの銅版画『パリスの審判』に描かれた女神を参考にして、黒田が『朝妝』の女性の後ろ姿を描いた可能性を指摘している。荒屋鋪によると黒田は、リュクサンブール美術館に常設展示されているF・フリゼーク『鏡の前』のほか、1890年（明治23年）に開催された国民美術家協会のサロンに出展されたジャン＝アンドレ・リクセン『ラ・トワレット』を参考にして『朝妝』を製作したとされる。
美術評論家の勅使河原純は、コランの『麦わら帽子を持つ婦人』（仏: Femme au Chapeau de Paille、1894年、福岡市美術館所蔵）や『フロレアル』（仏: Floréal、「花月」の意）、『静寂あるいは、樹下の裸婦』（1903年）や『樹下の女』などに描かれた女性が腕を上げていることから、これらの作品に影響を受けて『朝妝』が描かれた可能性を指摘している。
クマの毛皮について勅使河原は、画家ジェームズ・マクニール・ホイッスラーの『白のシンフォニー第1番 白の少女』（英: Symphony in White, No. 1: The White Girl、1862年）か、あるいはコランが1873年に開催されたサロンに出展し、2等賞に選ばれた『眠り』を参考にした可能性があるとしている。

## 「朝妝」事件

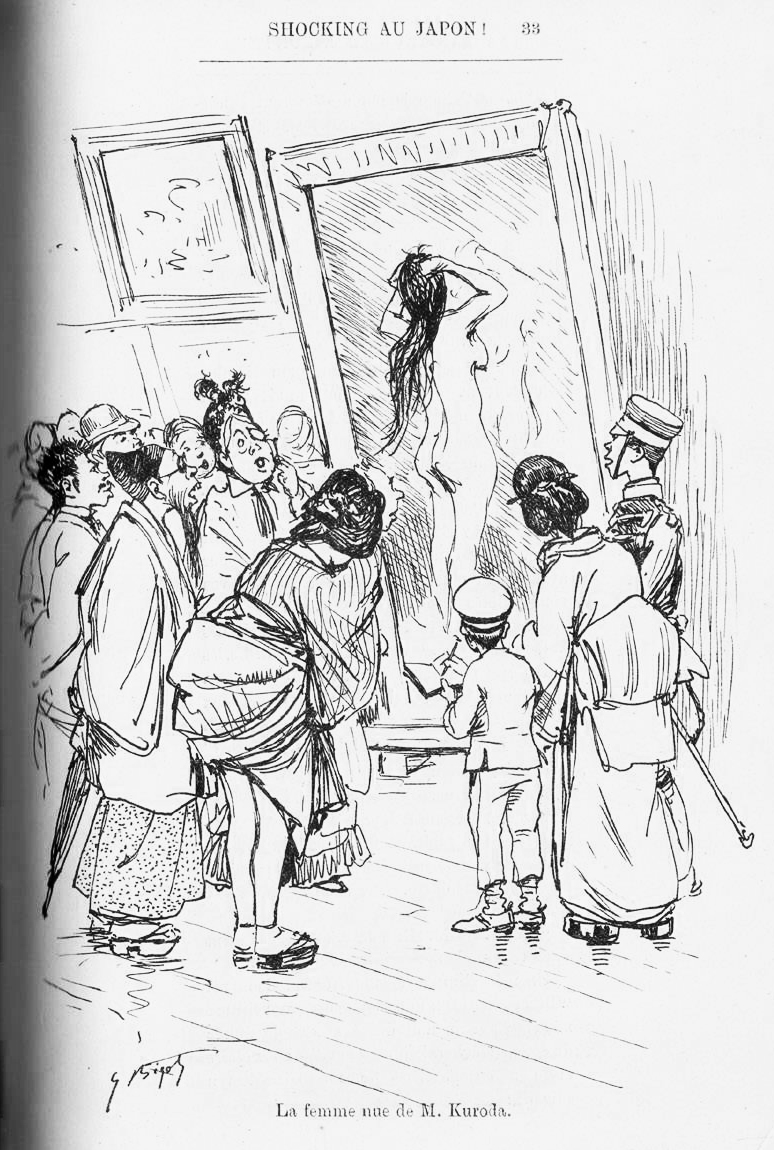
ビゴー「黒田氏の裸婦」、『日本におけるショッキング』、1895年

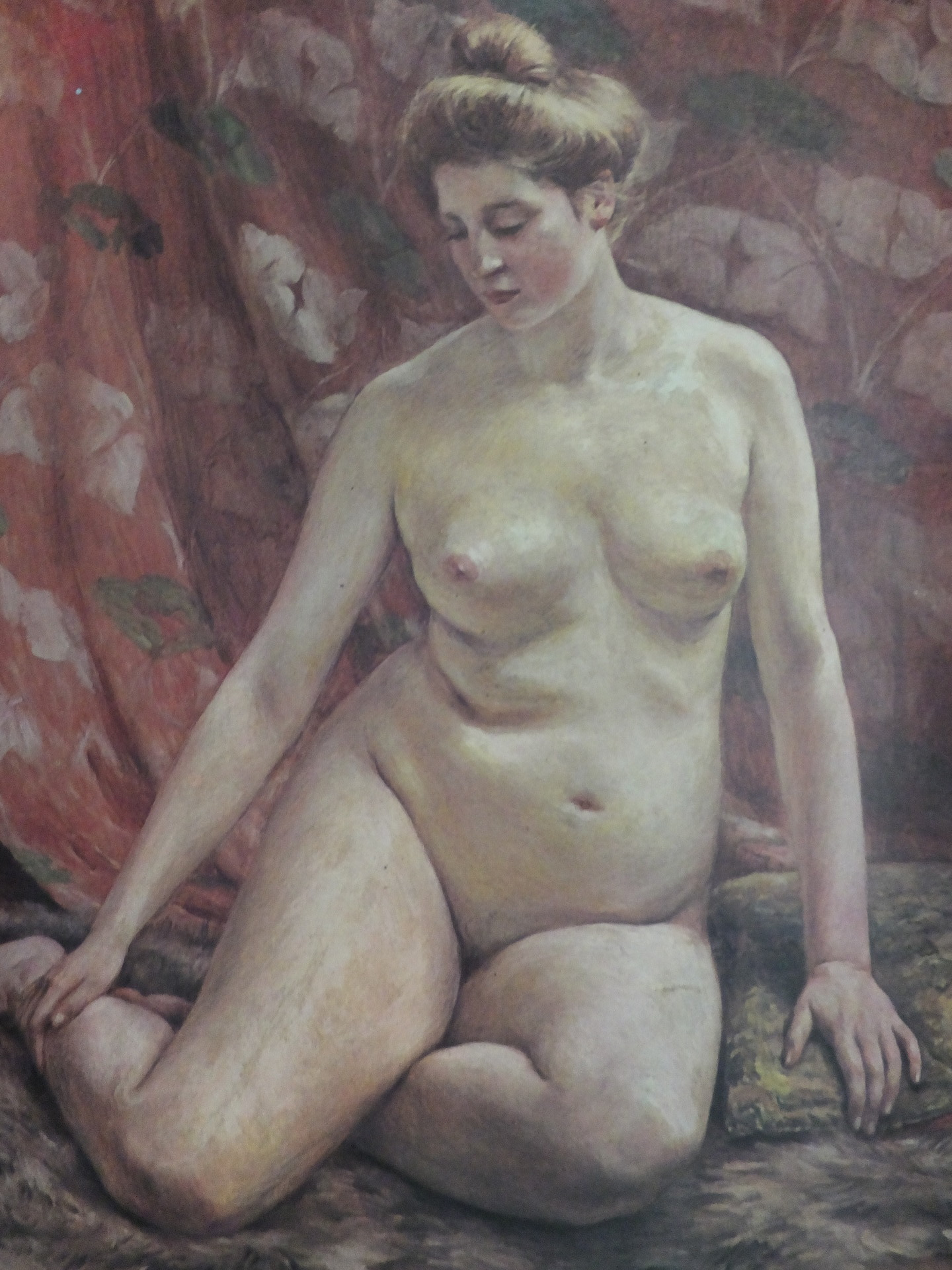
黒田清輝『裸体婦人像』、1901年、静嘉堂文庫美術館所蔵

黒田清輝『智・感・情』、1897年 - 1899年

「朝妝」事件（「ちょうしょう」じけん）は、1895年（明治28年）開催の第4回内国勧業博覧会に『朝妝』が出展された際に巻き起こった、裸体画展示の是非をめぐる論争をいう。黒田作品では、1897年（明治30年）発表の裸体画『智・感・情』や1901年（明治34年）発表の『裸体婦人像』をめぐっても同様の論争が起きており、こうした論争を総称して裸体画論争と呼ばれることがある。
1894年（明治27年）の明治美術会展は、美術の専門家が参加する展覧会であったこともあり、出展された『朝妝』に対して適切な評価が行われた。1895年（明治28年）に京都で開催された第4回内国勧業博覧会の第2部「美術および美術工芸」では、水彩画や油彩画、パステル類などについては主任の松岡壽をはじめとする計14人の鑑査員によって作品の審査が行われた。このときの鑑査員には、黒田のほかに当時、日出新聞の主幹を務めていた雨森菊太郎が含まれていた。
雨森は『朝妝』が風紀を紊乱する絵画であると判断し、道徳に反していると非難したところ、裸体画の展示の是非をめぐる論争が起き、大きな社会的反響を呼んだ。芸術分野における裸体の表現の重要さや美しさを啓蒙的に説明し、黒田の考え方を擁護した批評家や美術家も存在した。しかしその一方で、裸体画を非難・攻撃する者の多くは、芸術の問題ではなく風紀・風俗の問題として議論した。このため両者の議論はかみ合わず、平行線をたどることが多かった。
裸体画は古代から描かれてきたものであり、精神および肉体を統合した人の全体性を表現したものとして、西洋美術の模範の1つとして組み入れられてきた。そのため、西洋美術を日本の社会に取り入れ根づかせようと考えていた黒田にとって、裸体画の展示は日本の人々に西洋美術を受け入れてもらうために重要な手段であった。
明治政府は、西洋の人々が野蛮とみなす裸体は先進国にふさわしくないものとし、公共の場所で裸になることを禁じる裸体禁止令が、1871年（明治4年）に東京府によって出された。こうした当時の日本では、警察が裸体画も厳しく取り締まっており、多くの画家らは裸体画を描くことを躊躇っていた。
同年4月8日付けの新聞『日本』は、『朝妝』を春画の一種であるとし、このような醜穢な作品を公衆の面前に置くべきではないとする論評を掲載し、裸体画の展示を非難する者の多くが、こうした論調を展開した。しかしながら、同博覧会の審査総長を務めていた九鬼隆一が警視総監の小倉信に書簡を送ったほか、絵画を部分的に布で覆う措置がとられて展示は続行された。大阪毎日新聞に勤めていた菊池幽芳は裸体画の展示を認める考えを示し、九鬼の対応を称賛している。
1895年（明治28年）5月、黒田は久米桂一郎に宛てて次のような書簡を送っている。
どう考へても裸体画を春画を見做す理屈が何処に有る　世界普通のエステチックは無論日本の美術の将来に取つても裸体画の悪いと云事は決してない悪いどころか必要なのだ大に奨励す可きだ （中略） 今多数のお先真暗連が何とぬかそうと構つた事は無い道理上オレが勝だよ兎も角オレはあの画と進退を共にする覚悟だ。—黒田清輝、「蹄の痕（一）」、『光風』3号、1905年
永田 (1999) は、日本文化の伝統の中で保守的な風土を醸成してきた京都という地で博覧会が開催されたことも、大きな問題に発展した原因の1つかもしれないとの見方を示している。
九鬼は、後年の1907年（明治40年）に開催された東京勧業博覧会に洋画家中村不折による裸体画作品が出展された際、同作を猛烈に非難した人物であるが、『朝妝』の場合には九鬼が黒田を擁護する形になった。このことについて森本は、黒田の養父、清綱が子爵であったことのほか、黒田が、当時文部大臣であった西園寺公望や、内務大臣であった野村靖と親しい関係を築いていたことが大きく寄与していたとの見方を示している。「朝妝」事件が発生した際に、当時文部大臣を務めていた西園寺公望は、実弟に当たる住友友純に『朝妝』を購入させた。
画家のジョルジュ・ビゴーは『日本におけるショッキング』において、『朝妝』をめぐる騒動を扱った風刺画「黒田氏の裸婦」（仏: La femme nue de M. Kuroda、1895年）を掲載している。それには、画面に顔を近づけて裸婦の尻に見入る中年の男性や唖然として口を開けている長いひげの老人、恥ずかしさのあまり着物の裾で顔を隠したために脚部があらわになっている女性やスケッチをとっている少年のほか、監視する職務を忘失したかのような警察官など、さまざまな反応を示す人々が描かれている。
洋画家の長原孝太郎も『朝妝』に対する観衆の反応を扱った風刺画を残している。長原の風刺画には、観衆の反応を冷淡な視線で眺めている1人の男性が描かれており、その男性は黒田自身をモデルに描かれたものとみられる。

## 焼失

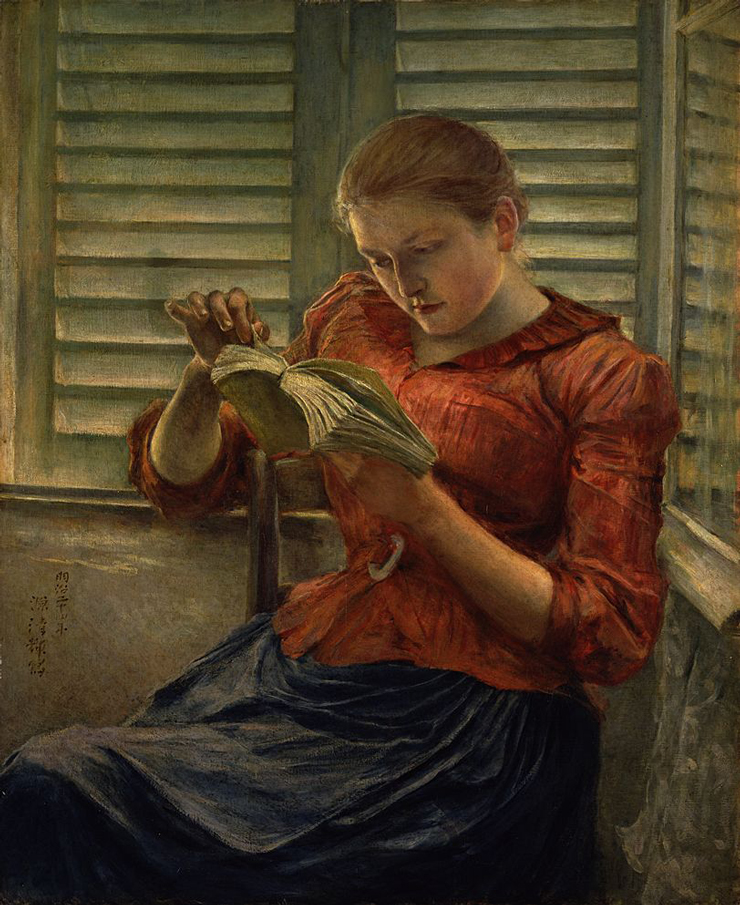
黒田清輝『読書』、1891年、東京国立博物館所蔵

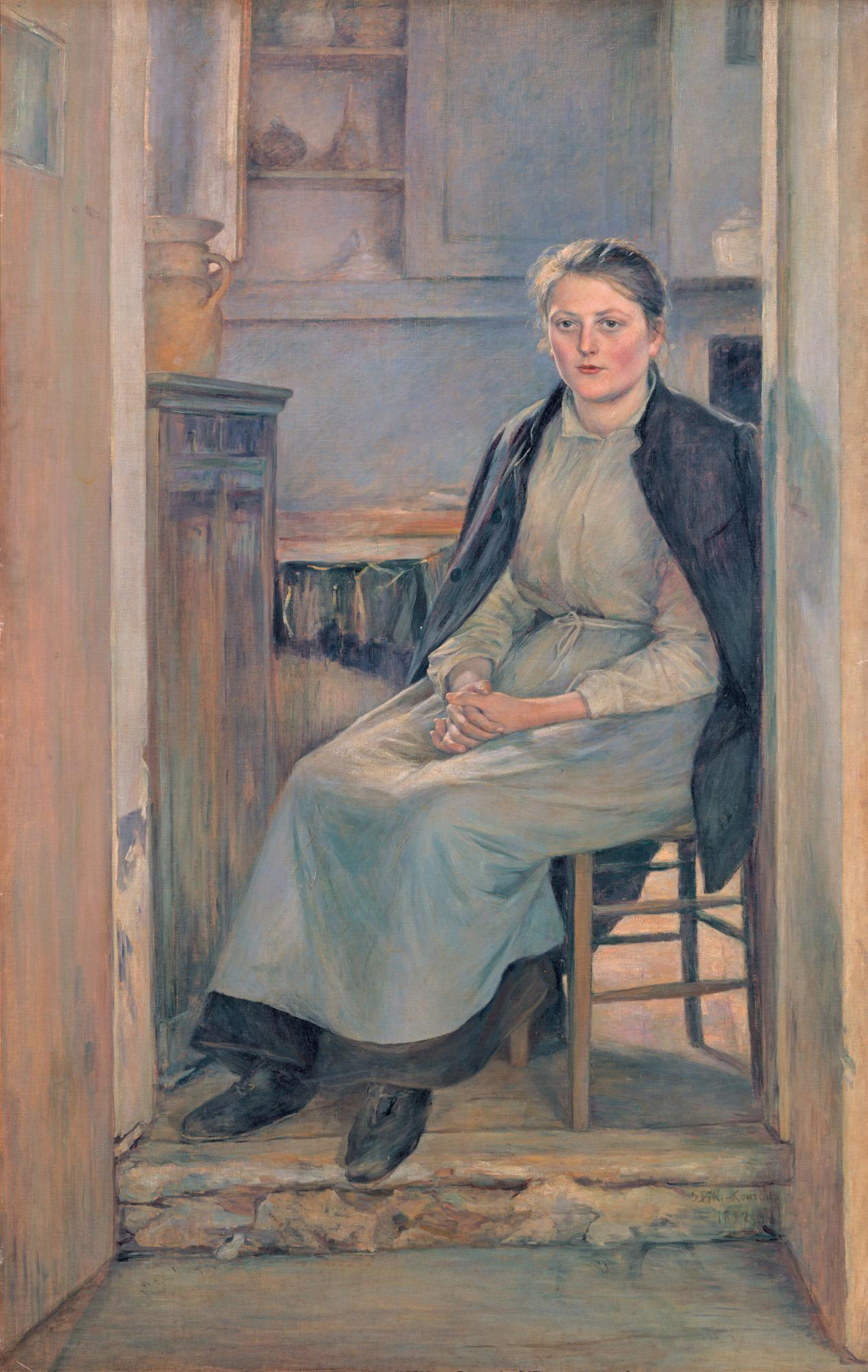
黒田清輝『婦人像（厨房）』、1892年、東京藝術大学大学美術館所蔵

須磨別邸は、住友友純が建築家野口孫市に建てさせたもので、1903年（明治36年）4月に完成された。友純の伝記『住友春翠』によると、同別邸は、建築面積およそ532平方メートル、地上2階建ての洋館であり、2階の夫人用の居室（15畳）および寝室（4畳）を除くすべての室が洋室であった。
同別邸は、建設された当初から随所に美術作品が飾られており、ラファエル・コラン『裸婦』やメアリー・カサット『母子』、ジャン＝ポール・ローランス『ルーテル』のほか、黒田の『朝妝』があった。『朝妝』は2階の化粧室に飾られていた。
軍需産業によって規模を拡大させていた住友財閥の創業者一族である住友家の須磨別邸が所在した兵庫県神戸市須磨区は、太平洋戦争の末期にアメリカ軍が行った神戸大空襲で攻撃対象の1つとなっており、1945年（昭和20年）6月に邸宅や『朝妝』を含む多くの美術作品が攻撃によって焼失した。

## 評価
美術史家の隈元謙次郎は、この裸体画は、典雅で端麗な色調や正確な素描によって極めて品格のあるものとなっているとした上で、次のように述べている。
彼の滞佛十年の成果として又彼の初期の傑作として推すに躊躇しない。—隈元謙次郎、『滞仏中の黒田清輝 下』、1940年
美術史学者の高階秀爾は、婦女の背面および鏡に映る前面の両方を描いたという点で、黒田作品としては珍しく趣向を凝らした構図をもつ作品であると評価している。内国勧業博覧会で『朝妝』を鑑賞した文学者のラフカディオ・ハーンは、この作品を「下手な絵」と断じ、法外な価格が付けられていたことに驚き、憤慨した。また『朝妝』に描かれた裸体は、理想的でも神聖なものでもないとしている。
美術評論家の林文雄は、黒田の『読書』や『婦人像（厨房）』などに描かれたマリア・ビョーの像には、生身の肉体がもつ温かさのようなものがあったが、『朝妝』における婦人は職業的なモデルとして描かれているとした上で、次のように述べている。
さきの『讀書圖』『厨房圖』が小説『舞姫』の前半部に相當するとすれば、この『朝妝』はそのヒューマニズムの後退ないし缺如のゆえに、正しく『舞姫』の後半部に相當するものであつた。—林文雄、「『舞姫』と『朝妝』」、『近代美術とリアリズム』、1948年